# Henri Diamant-Berger
Pour les articles homonymes, voir Henri Berger, Diamant-Berger, Diamant (homonymie) et Berger (homonymie).
Henri Diamant-Berger est un réalisateur, scénariste et producteur de cinéma français né le 9 juin 1895 à Paris et mort dans la même ville le 2 mai 1972.
Frère aîné de l'écrivain Maurice Diamantberger, alias André Gillois (1902-2004), il est le père du poète Jean-Claude Diamant-Berger (1920-1944), et le grand-père du cinéaste Jérôme Diamant-Berger.

## Biographie

### Jeunesse et études
Henri Simon Diamantberger naît le 9 juin 1895 dans le 9e arrondissement de Paris de Mayer Saül Diamantberger, un médecin juif d'origine roumaine, et Jenny Birman, sans profession. C'est le cadet d'une famille de six enfants comprenant Marcel Samuel (1893-1990), Germaine (1897-1982), Lucien (1900-1992),   Maurice, alias l'écrivain André Gillois (1902-2004), et Paul-José (1906-1945).
Licencié en droit à 19 ans, il est engagé volontaire dans la Première Guerre mondiale. Décoré de la croix de guerre avec palme et de la Médaille militaire, il est réformé pour blessure le 4 octobre 1915.

### Carrière
Dès sa démobilisation, il retourne à la demande d’André Heuzé deux films dont les négatifs ont été endommagés : Les Gants blancs de Saint-Cyr et le Lord Ouvrier. En février 1916, il fonde une revue hebdomadaire Le Film avec comme rédacteur en chef Louis Delluc et la participation des écrivains Colette et Aragon, puis participe au Comité de défense du cinéma français présidé par Edmond Rostand et Tristan Bernard et fonde l'Association des auteurs de films.
En août 1918, il est envoyé par Georges Clemenceau aux États-Unis en mission officielle pour organiser la distribution des actualités françaises. C’est son premier voyage en Amérique qui sera suivi de plus d’une vingtaine d’autres, devenant très vite un des cinéastes français les plus « américains » de l'entre-deux guerres.
En 1919, il publie un livre intitulé Le Cinéma où il expose ses idées qui intéressent Charles Pathé. Grâce à ce dernier, il va produire, en qualité de metteur en scène, Le Petit Café avec Max Linder et Raymond Bernard, fils du dramaturge. C’est le premier film d’une durée d’une heure et demie français.
En 1920, avec un budget exceptionnel de 2 500 000 francs de l’époque, Charles Pathé lui permet de réaliser la version muette des Trois Mousquetaires, film en douze épisodes, décors de Robert Mallet-Stevens et costumes de Paul Poiret. Vingt ans après complètent l’entreprise l'année suivante.
En 1923, il modernise les studios Pathé, fait venir des États-Unis les premiers travellings, construit les studios de Billancourt, puis en 1924 les studios Diamant Film Co of America. Il est aussi novateur, inventant le métier de scripte et la bande-annonce, tournant aux États-Unis en 1925 le premier film en Technicolor (Les Marionnettes), puis en 1932 le premier film tourné uniquement en extérieur (Clair de lune)[réf. nécessaire]. Dénicheur de talents, il produit les premiers films de René Clair, Paris qui dort (1925), et a pour assistants Claude Autant-Lara, Robert Bresson et Henri-Georges Clouzot.
En 1936, il rachète la société de production Le Film d'art à Charles Delac.
En 1939, il organise des reportages radio aux États-Unis pour la radio française. Exilé aux États-Unis pendant la Seconde Guerre mondiale, engagé dans la France libre, il devient attaché à l'ambassade de Washington chargé de la propagande radio et cinéma puis, à Alger, attaché au Commissariat de l'information et directeur des services cinématographiques civils et militaires de la France combattante.
À la Libération, il est l'initiateur de la loi d'aide au cinéma, avec le député Géraud Jouve.
De 1946 à 1967, il met en scène et produit plus de cent huit longs métrages et une centaine de courts métrages et documentaires.
Au cours d'une carrière de plus de cinquante ans, il a fait tourner entre autres Ray Ventura, Maurice Chevalier, Tino Rossi, Damia, Marguerite Moreno, Blanche Montel, Claude Dauphin, Harry Baur, Erich von Stroheim, Jules Berry, Pierre Fresnay, Simone Simon, Jeanne Moreau, Juliette Gréco, Robert Lamoureux, Bourvil, Francis Blanche, Emmanuelle Riva, Jean Piat, Charles Aznavour, Jean Richard et Robert Dhéry (dont il produit plusieurs films).

### Mort
Henri Diamant-Berger meurt le 2 mai 1972 en son domicile au no 6 rue du Val-de-Grâce dans le 5e arrondissement, à l'âge de 76 ans et est inhumé au cimetière de Montmartre.

### Vie privée
Henri Diamant-Berger épouse Suzanne Lévy le 10 février 1916 à la mairie du 16e arrondissement. Le couple aura trois enfants :
- Ginette (1917-1996), qui deviendra scripte et assistante à la réalisation et sera la mère du cinéaste Jérôme Diamant-Berger ;
- Colette (1917-1999), qui épousera en 1942 le médecin Jean Lassner, futur pionnier de l'anesthésie en France ;
- Jean-Claude (1920-1944), « mort pour la France » près de Caen, alors qu'il était correspondant de guerre, peu de temps après avoir débarqué en Normandie.

## Distinctions
- Croix de guerre 1914–1918, palme de bronze
- Médaille militaire

## Filmographie

### En tant que réalisateur
- 1913 : De film en aiguilles (court métrage) - co-réalisé avec André Heuzé
- 1915 : Les Gants blancs de Saint-Cyr (court métrage)
- 1916 : Paris pendant la guerre (court métrage)
- 1917 : Une soirée mondaine (court métrage) - également co-scénariste avec André Heuzé et Gaston Secrétan
- 1917 : Ils y viennent tous au cinéma (court métrage) - également co-scénariste avec André Heuzé et Gaston Secrétan
- 1921 : Les Trois Mousquetaires - également scénariste
- 1921 : Boubouroche (court métrage)
- 1922 : Vingt ans après - également scénariste
- 1922 : Le Match de boxe Criqui-Ledoux (court métrage)
- 1923 : Gonzague (court métrage) - également scénariste
- 1923 : Milady - également scénariste
- 1923 : Le Mauvais Garçon (court métrage) - également scénariste
- 1923 : L'Affaire de la rue de Lourcine - également scénariste et producteur
- 1923 : Jim Bougne, boxeur
- 1923 : Par habitude - également scénariste
- 1923 : Le Roi de la vitesse
- 1924 : L'Emprise - également scénariste
- 1924 : La Marche du destin
- 1925 : Fifty-Fifty
- 1925 : Lover's Island - également producteur
- 1925 : Les Marionnettes (Marionettes)
- 1926 : The Unfair Sex
- 1927 : Rue de la Paix
- 1927 : Éducation de prince - également co-scénariste avec André de Lorde
- 1930 : Monsieur Gazon (court métrage)
- 1930 : Paris la nuit
- 1931 : Sola
- 1931 : Tout s'arrange - également scénariste
- 1931 : Mariage d'amour (court métrage)
- 1932 : La Bonne Aventure - également scénariste
- 1932 : Clair de lune
- 1932 : Tu m'oublieras - également scénariste
- 1932 : Les Trois Mousquetaires - également scénariste
- 1934 : Miquette et sa mère - également producteur
- 1934 : L'Autoritaire
- 1934 : Le Passager clandestin
- 1935 : La Grande Vie (court métrage)
- 1935 : Jim Bougne, boxeur (court métrage, 2e version)
- 1937 : Arsène Lupin détective - également scénariste et producteur
- 1937 : Arsène Lupin contre Arsène Lupin
- 1938 : La Vierge folle
- 1939 : Tourbillon de Paris
- 1949 : La Maternelle
- 1951 : Monsieur Fabre - également co-scénariste avec Jack Kirkland et Maurice Diamant-Berger et producteur
- 1952 : Mon curé chez les riches - également producteur
- 1953 : Le Chasseur de chez Maxim's - également scénariste et producteur
- 1955 : La Madone des sleepings - également scénariste et producteur
- 1956 : Mon curé chez les pauvres - également scénariste et producteur
- 1957 : C'est arrivé à 36 chandelles - également scénariste et producteur
- 1959 : Messieurs les ronds-de-cuir - également scénariste et producteur

### En tant que scénariste
- 1916 : Debout les morts ! de Léonce Perret, André Heuzé et Henri Pouctal
- 1919 : Le Petit Café de Raymond Bernard
- 1931 : Le Chanteur inconnu de Victor Tourjanski
- 1931 : Général, à vos ordres
- 1931 : Ma tante d'Honfleur de Maurice Diamant-Berger
- 1932 : L'Enfant du miracle de Maurice Diamant-Berger
- 1933 : L'Argent par les fenêtres de Norman Lee
- 1935 : Amants et Voleurs de Raymond Bernard
- 1947 : Le Chanteur inconnu d'André Cayatte

### En tant que producteur
- 1925 : Paris qui dort ou Le Rayon diabolique de René Clair
- 1928 : Les Transatlantiques de Pierre Colombier
- 1932 : Hortense a dit j'm'en f…, court métrage de Jean Bernard-Derosne
- 1932 : Chassé-croisé de Maurice Diamant-Berger
- 1945 : Le Roi des resquilleurs de Jean Devaivre
- 1949 : Branquignol de Robert Dhéry
- 1959 : ...Enfants des courants d'air, court métrage d'Édouard Luntz
- 1960 : La Brune que voilà de Robert Lamoureux (non crédité)
- 1960 : Kamikaze, documentaire de Perry Wolff
- 1960 : Ravissante de Robert Lamoureux
- 1961 : La Belle Américaine de Robert Dhéry (+ courte apparition)
- 1961 : La Guerre inconnue, documentaire de Perry Wolff
- 1963 : Un drôle de paroissien de Jean-Pierre Mocky
- 1964 : Allez France ! de Robert Dhéry
- 1967 : Les Compagnons de la marguerite de Jean-Pierre Mocky

## Publications
- Henri Diamant-Berger, Le Cinéma, Paris, La Renaissance du Livre, 1919, 283 p.
- Henri Diamant-Berger, Destin du cinéma français, Paris, Imprimerie de Montmartre, 1945, 47 p. (BNF 32028015)
- Jack Kirkland, Henri Diamant-Berger et André Gillois, Monsieur Fabre : d'après le scénario original de Henri Diamant-Berger et Jack Kirkland, Paris, Delagrave, 1951, 157 p. (OCLC 716558320, BNF 32309621)
- Henri Diamant-Berger, Il était une fois le cinéma, Paris, Jean-Claude Simoën, coll. « L'Illusion d'optique », 1977, 246 p. (OCLC 301618301, BNF 34586682)
- Henri Diamant-Berger (préf. Colette Lassner-Diamantberger[10]), Truche, le poilu amoureux : La guerre de 14-18 comme du cinéma, Paris, Glyphe, 2010, 158 p. (ISBN 2-35815-036-3 et 978-2-35815-036-1, OCLC 696084227, BNF 42327171, présentation en ligne)
- Henri Diamant-Berger et Jérôme Diamant-Berger, Le Cinéma d'Henri Diamant-Berger : Le Cinéma, quelle aventure !  (Mémoires d'Henri Diamant-Berger), Paris, Blaq Out, 2018, 288 p. (livre + 2 DVD)